# Rigas Ritmi
Rigas Ritmi är en sedan 2001 årligt återkommande jazzfestival som hålls i Lettlands huvudstad Riga – huvudsakligen i slutet av juni eller början av juli, men också med "nedslag" under andra tider på året. Initiativtagare till festivalen var den lettiske jazzmusikern och producenten Maris Briezkalns, som fortfarande är festivalens konstnärlige ledare.
Parallellt med den offentliga festivalen hålls också seminarier, workshops och master-klasser för unga musiker.

## Tidigare festivaler
Bland artister och grupper som gästat festivalen märks Bobby McFerrin, Dianne Reeves, Take 6, Richard Bona, Avishai Cohen, Patti Austin, The Yellowjackets, Victor Wooten och Jojo Mayer.